# Colorant à mordant
Le colorant à mordant est un colorant appliqué sur un mordant ; le mordant peut être un sel métallique qui est fixé sur la fibre par un traitement préalable à la teinture. Le colorant se fixe sur ce sel au cours de la teinture ultérieure et forme ainsi un complexe très solide. Suivant le sel fixé, un colorant donné produira une nuance différente. Ce procédé est appelé mordançage .
Cette technique est utilisée dans l'industrie textile mais aussi dans celle du bois.
Pour le bois :
On parle alors de teintes mordantes, parfois de teintes positives. Ce sont des teintes à l'eau. L'application est différente des autres teintes (précautions particulières) et varie selon l'essence dans lequel est fabriqué le meuble et la présence de certains composés (tanins par exemple). Elle permet certains effets : on obtient une bonne mise en valeur du veinage du bois et une meilleure stabilité à la lumière. Les traditions d'utilisation sont différentes selon les pays (Belgique : Reliance-Nobel Coatings gamme 1990, pays germaniques , scandinaves) et les essences travaillées. Son mode d'application et l'effondrement du marché du meuble en bois massif la réserve de plus en plus à l'artisanat et aux petits distributeurs. L'ammoniac est souvent utilisé comme mordant comme le bichromate de potassium qui modifie davantage la teinte du bois ou l'alun, le chlorure de sodium (sel de mer) à hauteur de 5 à 10 % dans un litre d'eau ou un litre de teinte selon qu'on applique en une ou deux fois avec séchage et cassage des fibres intermédiaire (ponçage).
Le mordant était parfois appliqué avant la teinte. Les teintes mordantes actuelles incorporent souvent ce mordant dans leur formule quand elle n'utilisent pas le mot « mordant » juste comme argument marketing pour de simples teintes à l'eau.
Pour les textiles :
Appliqué sur coton on parle de colorants d'Alizarine.
Appliqué sur laine on parle de colorants au chrome ; les colorants au chrome sont des colorants solubles utilisés en teinturerie pour la teinture des fibres animales. Les teintures avec les colorants au chrome sont très tenaces, mais elles ont des nuances plutôt ternes. 
La famille des colorants au chrome se compose de différentes classes suivant le moment d'application du chrome. 
- colorants à chromer avant la teinture (teinture à mordant proprement dite) ;
- colorants à chromer après la teinture dans le même bain ;
- colorants à chromer après la teinture dans un nouveau bain.

## Colorants à mordant naturels
La majeure partie des colorants naturels est utilisée après application de mordant. Les principaux mordants sont à base de chrome, de sels de cuivre, d'étain, de sulfate de fer et d'alun et de l'acide oxalique.
La pollution des eaux est aussi importante que pour les autres colorants à mordant sauf si l'on utilise de l'alun ou de l'acide oxalique.

## Colorants à mordant industriels
En teinturerie industrielle, on n'utilise plus que les sels à base de bichromate, c'est pourquoi on parle de colorants au chrome.

### Colorants au chrome

#### Emploi des colorants à chromer avant la teinture
On commence par mordancer la laine avec du bichromate de sodium et on fait la teinture ensuite. Ce procédé est peu ou plus utilisé actuellement, car il comporte des risques de mal uni (c'est-à-dire que la couleur du résultat ne soit pas bien homogène).

#### Emploi des colorants à chromer dans le bain de teinture
La teinture se déroule comme pour les colorants acides dans un premier temps. Le chromatage proprement dit se fait directement dans le même bain après épuisement des colorants et refroidissement. On ajoute 1 à 2 % de bichromate de sodium. Ensuite le bain est à nouveau porté à ébullition pendant 30 minutes. Ensuite le bain est refroidi, la matière est rincée et séchée.

#### Emploi des colorants à chromer après la teinture
La teinture se déroule comme pour les colorants acides dans un premier temps. Le chromatage proprement dit se fait dans un nouveau bain en présence d'acide formique et de 1 à 2 % de bichromate de sodium. Le bain est porté à l'ébullition pendant 30 minutes. Ensuite le bain est refroidi, la matière est rincée et séchée.
Le chromatage améliore les solidités à l'eau mais ternit les nuances. 
La pollution due au bichromate de sodium fait que ces teintures sont de plus en plus abandonnées.

### Colorants d'alizarine
Les colorants d'alizarine sont des colorants qui s'appliquent en teinturerie sur le coton essentiellement.
Ils sont surtout appliqué sur écheveaux. Il s'agit du « rouge turc » ou « rouge d'Andrinople », qui s'applique par un procédé complexe et qui procure des teintures rouges très résistantes. 
Les critères écologiques font que ce type de teinture n'est plus vraiment d'actualité en Europe. 
Le principe est de fixer sur la fibre un corps gras, dans ce cas de l'huile tournante, mélangée à de l'eau avec un alcali. On obtient ainsi une émulsion stable utilisée pour l'huilage du coton.
1. Huilage : on applique trois huilages successifs avec séchage intermédiaire, suivi d'un lavage et d'un rinçage à 30 °C environ.
2. Mordançage : la marchandise est traitée pendant plusieurs heures dans un bain contenant du sulfate d'aluminium, du carbonate de soude, puis de l'acide acétique et enfin titrer au degré Bé requis. La température est voisine de 40 °C à 50 °C. La marchandise est ensuite séchée.
3. Fixage[2] : la marchandise est plongée dans un bain contenant du carbonate de chaux ou de l'arséniate de sodium et du silicate de soude pendant 1 heure à une température de 30 °C à 40 °C.
4. Avivage : c'est le traitement de savonnage final qui développera totalement la nuance.

Les foulards rouge des mineurs étaient teints ainsi.

## Colorants à mordants en biologie
En histologie et bactériologie, un mordant est toute substance chimique qui facilite la coloration, comme le phénol, les sels métalliques, et les alcalis. Par exemple, le mordant de Loeffler est constitué par un mélange de 100 ml de solution d'acide tannique à 20 %, 50 ml de solution saturée de sulfate ferreux et 20 ml de solution alcoolique saturée de fuchsine basique.